# Экзакта
Экза́кта (нем. Exakta или Exacta в экспортном исполнении) — название однообъективных зеркальных фотоаппаратов, производившихся германской компанией Ihagee с 1933 года. На момент начала производства камеры «Экзакта» были основой одной из наиболее развитых в мире фотосистем. В 1970-х годах семейство было заменено более современной фотоаппаратурой Praktica.

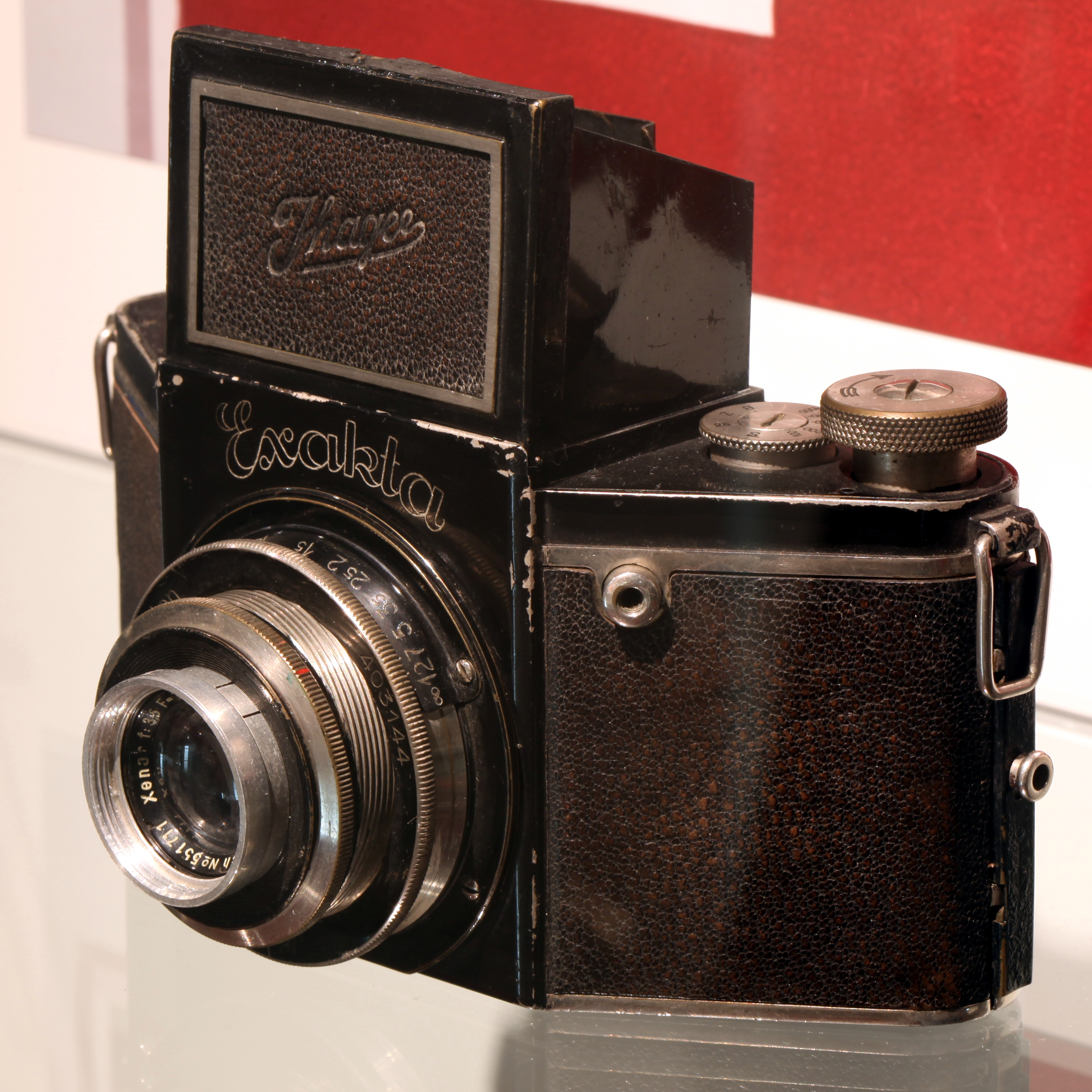
Первая модель фотоаппарата «Exakta»

## История Exakta
Наиболее важные достижения, впервые появившиеся в камерах «Экзакта»:
- 1933 — первый однообъективный зеркальный фотоаппарат для роликовой плёнки тип-127;
- 1934 — впервые использован курок для взвода затвора и перевода плёнки на следующий кадр;
- 1935 — первый встроенный синхроконтакт;
- 1936 — первый серийный малоформатный однообъективный зеркальный фотоаппарат[* 1];

В 1930 году Карл Нюхтерляйн (нем. Karl Nüchterlein) разработал для Ihagee камеру VP Exakta для плёнки типа 127 (размер кадра 4×6,5 см). Буквы VP (англ. Vest Pocket — жилетный карман) в названии отражали карманный размер фотоаппарата, подчёркивая его компактность. Позднее Нюхтерляйн разработал версию для 35-мм киноплёнки, получившей популярность у фоторепортёров благодаря дальномерным «Лейкам». Новая камера Kine Exakta отражала в названии тип использованного фотоматериала. Позже, когда промышленность начала выпускать специально нарезанные ролики киноплёнки для фотоаппаратов, появилось название фотоплёнки тип-135, но вплоть до 1950-х годов такие фотоаппараты назывались «киноплёночными». Производство Kine Exakta началось в 1936 году и продолжалось вплоть до начала Второй мировой войны. В 1938 году началось производство Exakta с размером кадра 6×6 см.
После войны производство Exakta возобновилось в советской оккупационной зоне в Дрездене. В 1946-1949 годах выпускались аппараты Kine Exakta II, практически не отличавшиеся от довоенного образца. Камера ещё до войны отлично зарекомендовала себя и была хорошо известна в США, ключевом рынке фототехники. Экспорт Exakta вносил существенный вклад в получение твёрдой валюты, остро необходимой молодому государству ГДР. Расцвет «Экзакты» пришёлся на 1950-е годы: был начат выпуск камер Exakta Varex, где впервые появилась пентапризма, которую можно было заменить на традиционную шахту. Начали выпускаться сменные объективы и аксессуары для «Экзакты», например, экспонометр Varilux, позволявший производить замер экспозиции по свету, прошедшему через объектив, стал прообразом TTL-экспонометра. Были разработаны и пущены в серию широкоугольные объективы, первым из них был Zeiss Tessar 4,5/40. Оптику к «Экзакте» выпускали многие известные производители: Карл Цейсс, Хуго Мейер, Шнайдер, Стэйнхейль, Пьер Агнье. «Экзакта» стала лучшей зеркальной системой своего времени.
В 1951 году началось производство Exa — упрощенной, более дешёвой и легкой версии «Exakta».
В 1953 году возобновилось производство Exakta 66 с форматом кадра 6×6 см. Плёнка перемещалась вертикально в сменном заднике.
Последними моделями на базе Kine-Exakta 1936 года стали Exakta VX 1000 и VX 500. После вхождения Ihagee в Pentacon была разработана Exakta RTL 1000 на базе семейства L фотоаппаратов Praktica.
В 1960-е годы западногерманская компания Ihagee West также производила фотоаппараты под маркой Exakta. Первой стала Exakta Real. Позднее производство было передано японским компаниям Petri Camera и Cosina.
Для Exakta производилось различное оборудование: насадки для микроскопа, различные видоискатели, стереоприставки, насадки для применения в медицине (эндоскопия), меха для макрофотографии и др. Оборудование совместимо со всеми моделями Exakta, произведёнными с 1936 по 1969 год.
В 1984 году Ihagee West представила Exakta 66 на базе Pentacon Six.
В 2000-е годы бренд Exakta использовался компанией Pentacon GmbH для производства компактных цифровых и плёночных камер.

## 35-мм фотоаппараты Exakta

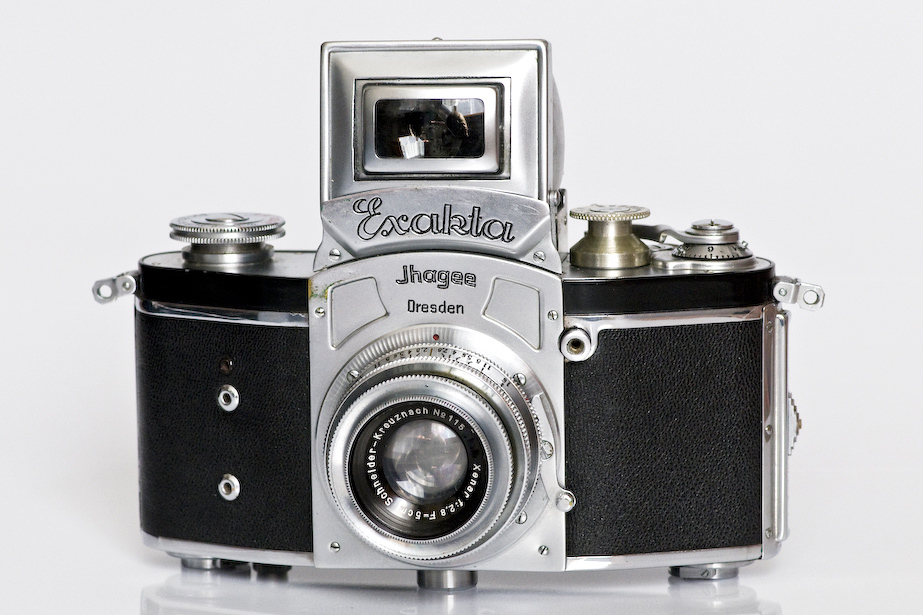
Фотоаппарат «Kine-Exakta»

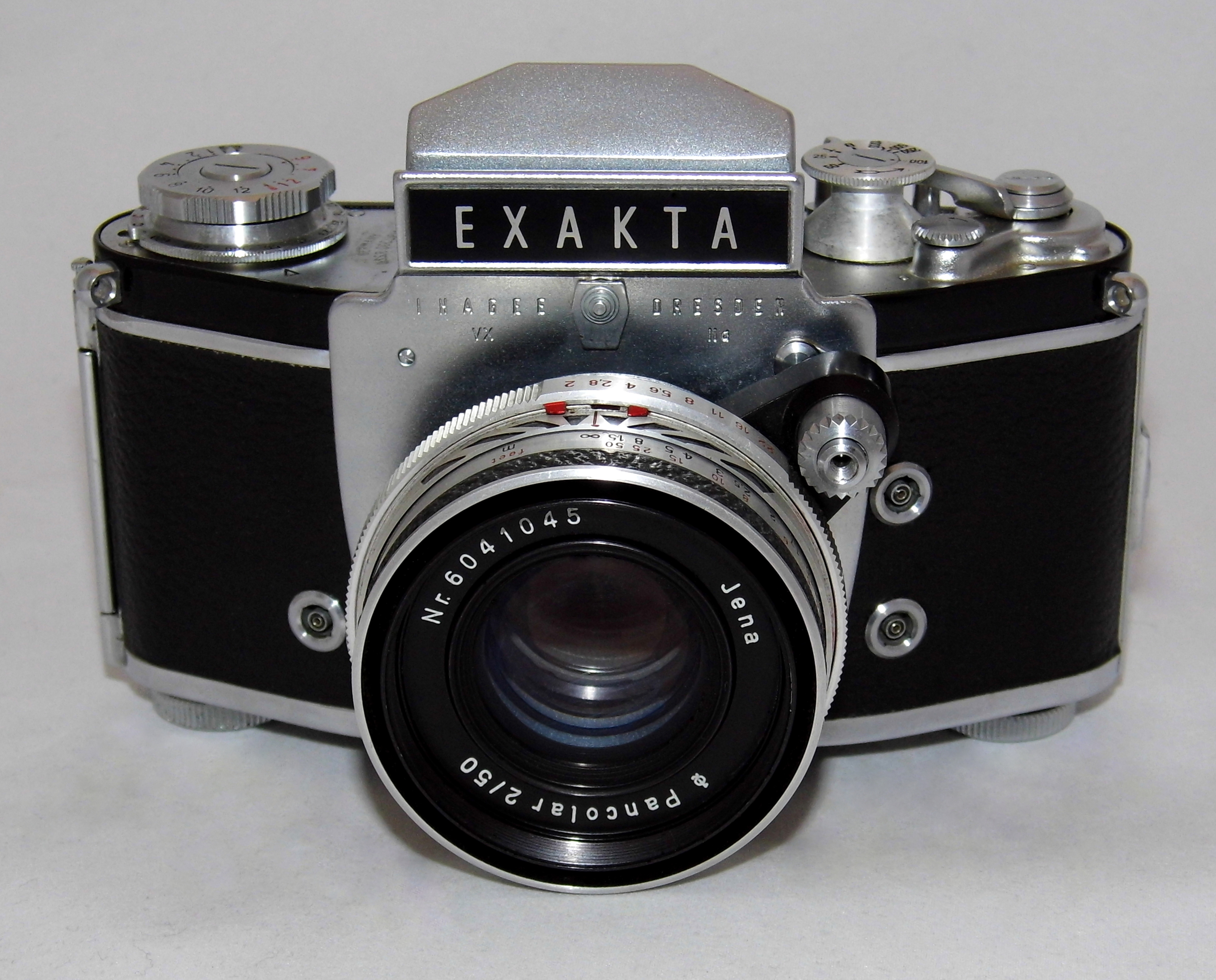
Фотоаппарат «Exakta Varex IIa»

### Производились в Дрездене

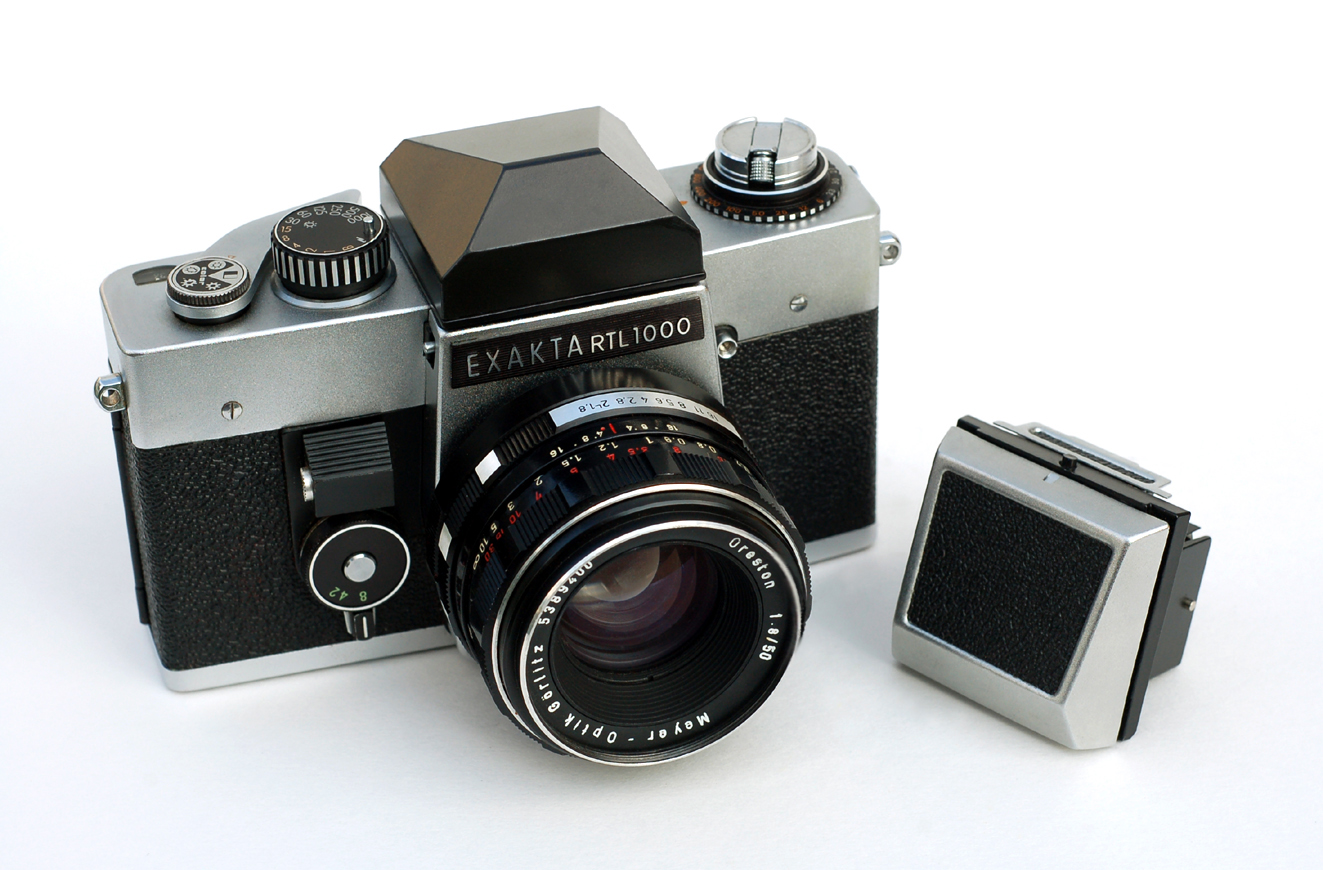
Фотоаппарат «Exakta RTL 1000»

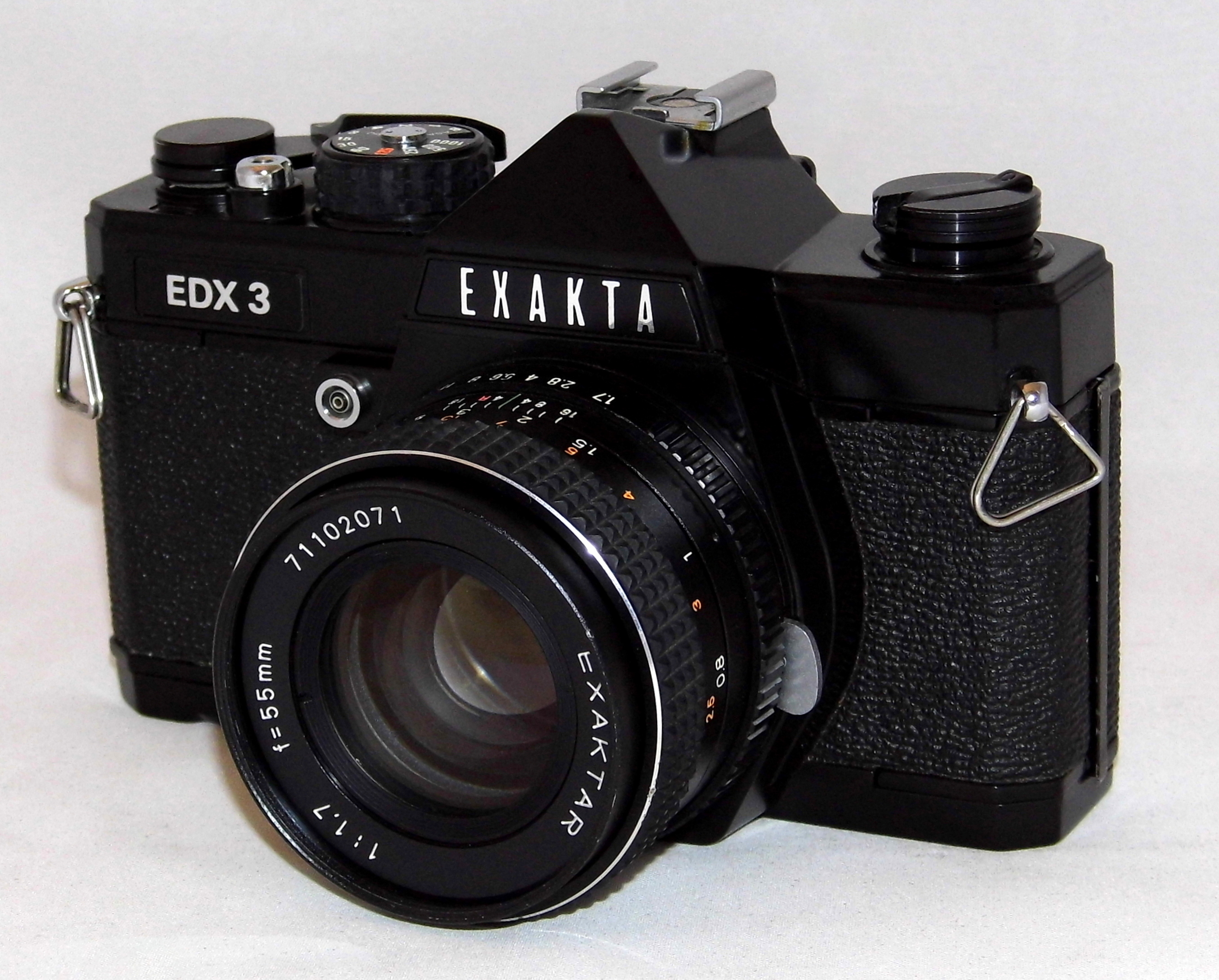
Фотоаппарат «Exakta EDX-3», выпускавшийся в Японии

- Kine Exakta — впервые представлена на Лейпцигской ярмарке весной 1936 года. Крепление объектива байонетное (Exakta bayonet). Зеркало «залипающее», опускающееся при взводе затвора и поднимающееся при спуске. Затвор фокальный, шторно-щелевой, с горизонтальным движением матерчатых штор, выдержки: 1/1000, 1/500, 1/250, 1/150, 1/100, 1/50, 1/25 с, а также дополнительные: 1/5, 1/2, 1, 2, 3, 4, 5, 6, 7, 8, 9, 11 и 12 с и от руки B.
- Exakta II
- Exakta V или Varex (1950)
- Exakta VX или Varex VX (1951—1956)
- Exakta VX IIa или Varex IIa — начало производства 1957 год.
- Exakta VX IIb или Varex IIb — начало производства 1960 год. Автоспуск с задержкой 8 с. Байонетное крепление объектива. Сменные видоискатели[9][10].
- Exakta VX 1000 — начало производства 1966 год. Выдержки от 12 с до 1/1000 с. TTL-экспонометр на сернисто-кадмиевом фоторезисторе.[11].
- Exakta VX 500 — начало производства 1969 год. От версии VX 1000 отличалась сокращенным диапазоном выдержек — до 1/500 с.
- Exakta RTL 1000 — штатный объектив Meyer Optik 50 мм 1:1,8. Байонетное крепление объектива. Затвор фокальный с металлическими ламелями. Выдержки от 8 с до 1/1000 с. Сменные видоискатели: пентапризма, фокусировочный экран, центральная микропризма. Экспонометр на сернисто-кадмиевом фоторезисторе. Питание от ртутного элемента.
- Exakta 500 (Exa 500, VX200) — начало производства 1966 год. Фокальный затвор. Выдержки от 1/2 с до 1/500 с. Байонетное крепление объектива.

### Производились в Западной Германии
- Exakta Real

### Производились в Японии
- Exakta Twin TL и Exakta Twin TL 42 — начало производства 1970 год. Производилась компанией Petri Camera. Байонетное крепление объектива.
- Exakta TL 500 — начало производства 1976 год. Производилась компанией Petri Camera.
- Exakta TL 1000
- Exakta FE 2000
- Exakta EDX 2
- Exakta EDX 3
- Exakta HS-1
- Exakta HS-3

## Размер кадра 4×6,5 см
- Exakta A — Серия камер. Производилась с 1933 года. Плёнка типа 127 была разработана в 1912 году компанией Eastman Kodak для фотоаппарата Vest Pocket Kodak. Поэтому Exakta для плёнки 127 иногда называется VP Exakta. Фокальный затвор. Выдержки от 1/25 с до 1/1000 с. Сменный объектив.
- Exakta B — Производилась с 1935 года[12]. Выдержки от 12 с до 1/1000 с.
- Night Exakta — Производилась с 1934 года по 1937 год. Продавалась со светосильными объективами Meyer Primoplan 80 мм f/1,9, Zeiss Biotar 80 мм f/2 и Dallmeyer 80 мм f/1,9. Выпускалась в двух версиях: с набором выдержек как у Exakta A и Exakta B.
- Exakta C — создана на базе Exakta A и Exakta B. Сменный задник позволял фотографировать на плёнку или фотопластинки. При фотографировании на пластинки фокусировка осуществлялась по матовому стеклу. При фотографировании на плёнку между объективом и корпусом фотоаппарата вкручивалось дополнительное кольцо для компенсации длины рабочего отрезка объектива.

## Размер кадра 6×6 см
- Exakta 6×6 (горизонтальная модель) — Производилась с 1938 года. Выдержки от 12 с до 1/1000 с. Сменный объектив. Шахтный видоискатель.
- Exakta 6×6 (вертикальная модель) — Производилась с 1952 года в ГДР. Сменный объектив, сменный задник. Вертикальное перемещение плёнки. Выдержки от 12 с до 1/1000 с.
- Exakta 66 — Плёнка типа 120 или 220. Производилась в Западной Германии. Представлена на выставке Photokina в 1984 году. Продавалась с 1986 года.
- Exakta 66 II
- Exakta 66 III

## Комментарии
1. ↑  Первым в мире считается советский «Спорт», опытный образец которого изготовлен в 1934 году, но серийное производство начато позже «Кине-Экзакты»[3]